# غاري لايلي
غاري لايلي (بالإنجليزية: Garry Lyle) هو لاعب كرة قدم أمريكية أمريكي، ولد في 20 أكتوبر 1945 في نيو مارتينسفيل في الولايات المتحدة.

## وصلات خارجية
- غاري لايلي على موقع مرجع كرة القدم المحترفة.كوم (الإنجليزية)